# 渡辺秀和
渡辺 秀和（わたなべ ひでかず、1971年 - ）は、日本の起業家・投資家。株式会社コンコードエグゼクティブグループ代表取締役社長CEO。

## 人物・経歴
東京都出身。麻布中学校・高等学校を経て、1996年一橋大学商学部卒業。三和総合研究所（現：三菱UFJリサーチ&コンサルティング）戦略コンサルティング部門プロジェクトマネージャー、リンクアンドモチベーションHRM事業部マネージャーを経て、ムービンストラテジックキャリアで5年連続No.1コンサルタントとなり、パートナーを務めた。
2008年コンコードエグゼクティブグループ設立、同社代表取締役社長CEO。マッキンゼー・アンド・カンパニーやボストン・コンサルティング・グループなどのコンサルティングファームへの転職支援などを行い、2010年にはビズリーチ主催日本ヘッドハンター大賞初代MVPを受賞した。2017年東京大学で「キャリア・マーケットデザイン――Design Your Future, Design Our Future――」に参画しコースディレクターを務める。著書『ビジネスエリートへのキャリア戦略』（ダイヤモンド社刊）、『未来をつくるキャリアの授業』（日本経済新聞出版社刊）は、東京大学でのキャリア設計の授業の教科書に選定される。
また、コンコードベンチャーズを設立し、ソーシャルスタートアップへの投資や経営支援を積極的に展開している。主な投資先には株式会社Vook（ヴック）、Mantra株式会社、株式会社Luupなどがある。

## 著書
- 『ビジネスエリートへのキャリア戦略』ダイヤモンド社 2014年
- 『未来をつくるキャリアの授業』日本経済新聞出版社 2017年
- 『新版 コンサル業界大研究 -業界大研究シリーズ-』産学社 2021年